# Abborresjön, Västergötland
Abborresjön är en sjö i Ale kommun i Västergötland och ingår i Göta älvs huvudavrinningsområde. Sjön är 9,5 meter djup, har en yta på 0,0947 kvadratkilometer och är belägen 105,4 meter över havet. Sjön ligger i vildmarksområdet Risveden och avvattnas av vattendraget Kroksjöbäcken som når Göta älv via Röbackaån, Forsån och Grönån.

## Delavrinningsområde
Abborresjön ingår i det delavrinningsområde (642927-129037) som SMHI kallar för Ovan Röbackaån. Medelhöjden är 108 meter över havet och ytan är 26,47 kvadratkilometer. Det finns ett avrinningsområde uppströms, och räknas det in blir den ackumulerade arean 33,66 kvadratkilometer. Forsån / Grönån som avvattnar avrinningsområdet har biflödesordning 2, vilket innebär att vattnet flödar genom totalt 2 vattendrag innan det når havet efter 49 kilometer. Avrinningsområdet består mestadels av skog (64 procent) och sankmarker (17 procent). Avrinningsområdet har 0,69 kvadratkilometer vattenytor vilket ger det en sjöprocent på 2,6 procent.